# 李国文
李 国文（り こくぶん、1930年8月24日 - 2022年11月24日）は、中華人民共和国の小説家。代表作に小説『冬天裏的春天』。中国共産党党員。第四回中国作家協会理事。

## 略歴
1930年、上海市に生まれた。
1947年、南京国立戯劇専科学校理論編劇専業に入学した。
1949年、北京に転居、華北人民革命大学（現在の中国人民大学）で造詣を深め。
1950年-1953年、天津鉄路文工団、中国人民志願軍某部文工団創作組組長を歴任する。
1954年、中国鉄路総工会の宣伝部担当文芸編輯となった。
1957年7月、短篇小説『改選』は『人民文学』掲載された。「右派分子」として徹底的な非難にさらされる。後、鉄路工地に下放され労働に従事。
1976年10月、四人組失脚後、短篇小説『車到分水嶺』『空谷幽蘭』等を発表。
1978年、中国鉄路文工団の創作員。1980年3月、『月食』が第三回全国優秀短篇小説賞を受賞。
1981年、長篇小説『冬天裏的春天』を発表。1982年に同作品で中国文学の最高権威茅盾文学賞を受賞している。
1982年、中国作家協会に入会。
1983年、中国共産党に入党。
1984年、『危楼紀事』が第四回全国優秀短篇小説賞を受賞。
1986年-1989年、中国作家協会の『小説選刊』担当主編となった。
2022年11月24日、北京市で病気のため死去した。92歳。

## 作品

### 長篇小説
- 『冬天裏的春天』

### 散文集
- 『罵人的芸術』
- 『淡之美』
- 『大雅村言』
- 『楼外談紅』
- 『中国文人的非正常死亡』
- 『中国文人的活法』
- 『唐朝的天空』

## 受賞
『大雅村言』、第二回魯迅文学賞。
1980年、『月食』、第三回全国優秀短篇小説賞。
1982年、長篇小説『冬天裏的春天』、第一回茅盾文学賞。
1984年、『危楼紀事』、第四回全国優秀短篇小説賞。